# Turismo sociale
Il termine turismo sociale ha fatto la sua comparsa tra la fine degli anni quaranta e l'inizio degli anni cinquanta del XX secolo, e indicava le attività turistiche promosse da organizzazioni che operavano senza fini di lucro a favore dei "ceti popolari".
L'Associazione Mecenate 90, che recentemente si è occupata del problema della definizione del turismo sociale, sostiene che questo si presenta oggi come un fenomeno trasversale che interessa in vario modo diversi soggetti e organismi, nonché diverse tipologie di turismo (balneare, sportivo, termale…). Prima ancora che il tipo di esperienza ricercata, si tratta di flussi motivati soprattutto dal desiderio di socializzazione; il turismo sociale cioè “prescinde dalla risorsa che caratterizza la vacanza e si concentra sulla soddisfazione dei bisogni di socialità”. Secondo gli autori di questo studio gli aspetti distintivi del turismo sociale sono quelli di una formula organizzata, rivolta ad un pubblico omogeneo, che propone caratteri di socialità e che tutela categorie deboli.
Nel parere di Giancarlo Dall'Ara, esperto di marketing nel turismo, il significato della parola turismo sociale è piuttosto:
- nel turismo visto come diritto e come servizio sociale
- nel turismo inteso come momento di incontro, di relazione e di scambio di esperienze reciproche, e di culture tra persone di città e regioni diverse
- nella pratica turistica intesa come esperienza, come momento di affermazione e recupero della propria personalità, in tempi e spazi diversi.

In conclusione, una definizione di turismo sociale per essere esaustiva deve fondarsi su tre componenti di base:
- i soggetti che lo praticano, persone che per motivi diversi, economici, fisici, culturali, politici, ma anche religiosi, non vedono garantito il diritto "inalienabile" alle vacanze
- i soggetti che lo organizzano, che non devono avere fini di lucro, o che almeno devono porsi come traguardo esplicito quello dell'accessibilità economica alla pratica turistica del maggior numero di persone
- un contenuto (educativo, esperienziale, relazionale, solidale, sociale) fortemente caratterizzante.